# Kresowiec (Panzerwagen)
Der Panzerwagen Kresowiec (deutsch: Grenzgänger) war ein improvisierter Panzerwagen aus der Zeit des Polnisch-Ukrainischen Krieges.

## Entwicklung

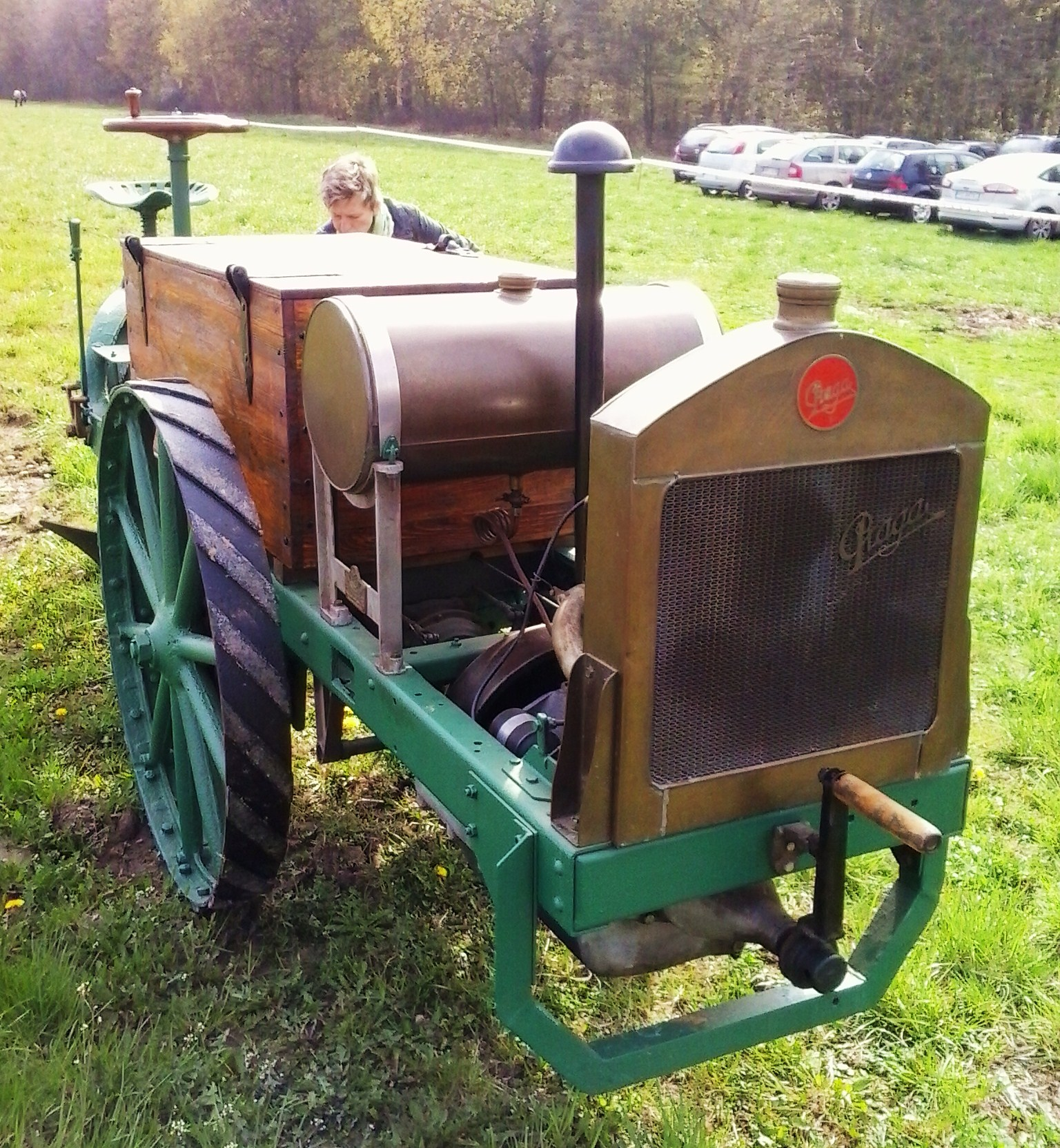
Das Grundfahrzeug des Panzerwagen Kresowiec, der Praga Motorpflug.

Die Entwicklung des Panzerwagen Kresowiec begann im Jahr 1919. Der Urheber des Entwurfs waren der Professor Wilhelm Aleksander Lutzke-Birk von der Nationalen Polytechnischen Universität in Lwiw, der damalige Kommandeur der technischen Werkstatt für die Verteidigung vom Lemberg und der Ingenieur Witold Aulich. Als Grundfahrzeug diente ein dreirädriger Motorpflug der Firma Praga. Die Panzerung wurde in den Werkstätten in der Polna-Straße 53 in Lemberg in Zusammenarbeit mit den dortigen Eisenbahnwerkstätten hergestellt.

## Produktion
Im Mai 1919 wurde der einzige Panzerwagen dieses Typs fertiggestellt.

## Technische Daten
Das verwendete Fahrgestell war ein ab 1914 hergestellter dreirädriger Praga Motorpflug. Dieser Motorpflug sollte zu Mechanisierung der landwirtschaftlichen Arbeit beitragen. Das Fahrzeug für den Panzerwagen wurde den Verteidigern von Lemberg von den dortigen reichen Grundbesitzern geschenkt worden. Der Motor war ein wassergekühlter 4-Zylinder-Benzinmotor mit 32 PS Leistung. Dieser wurde neu eingebaut, da der ursprüngliche Motor mit 10 PS zu schwach war. Dabei wurden die beiden Vorderräder angetrieben und das hintere Rad diente nur zum Lenken des Fahrzeuges.
Die Panzerung bestand aus 10 mm dicken Eisenplatten. Die Bewaffnung bestand aus drei 7,62-mm-Maxim-wz.-1910-Maschinengewehren. Eines befand sich hinten in der Rückwand und die zwei anderen seitlich in kleinen Erkern. Dabei konnten diese zwei Maschinengewehre nach vorne, zur Seite und nach hinten gerichtete werden. Auf dem Dach befand sich eine kleine Beobachtungskuppel für den Kommandanten. Durch die Panzerung und die Beladung mit Waffen und Soldaten erreichte das Fahrzeug ein Gewicht von 7–8 Tonnen. Die Besatzung bestand aus dem Kraftfahrer, drei Maschinengewehrschützen und einem Kommandanten.

## Einsatz
Zusammen mit dem Panzerwagen Piłsudski bildete er in Lemberg einen Panzerwagen-Verband. Genaue Angaben über einen Kampfeinsatz bei den Kämpfen um Lemberg gibt es nicht. Ebenso gibt es keinerlei Informationen über den Verbleib des Panzerwagens.